# Corey Brewer (1975)
Corey Lavelle Brewer (West Memphis, 2 gennaio 1975) è un ex cestista statunitense con cittadinanza spagnola, professionista in Europa.

## Carriera
È stato selezionato dai Miami Heat al secondo giro del Draft NBA 1998 (51ª scelta assoluta).
Con gli Stati Uniti ha disputato le Universiadi di Sicilia 1997.

## Palmarès
- Campione USBL (2002)
- Campionato croato: 1

Zadar: 2007-08